# ガルフストリーム G280
ガルフストリーム G280
ガルフストリーム G280
- 用途：ビジネスジェット
- 製造者：ガルフストリーム・エアロスペース
- 初飛行：2009年12月11日
- 生産数：210機[1]
- 運用状況：運用中
- ユニットコスト：2,450万 USドル (2015年)[2]

ガルフストリーム G280は、イスラエルのイスラエル・エアロスペース・インダストリーズ（IAI）のライセンス下でガルフストリーム・エアロスペースにより生産される双発のビジネスジェット機である。利用者へのデリバリーは2012年に始まった。

## デザインと開発

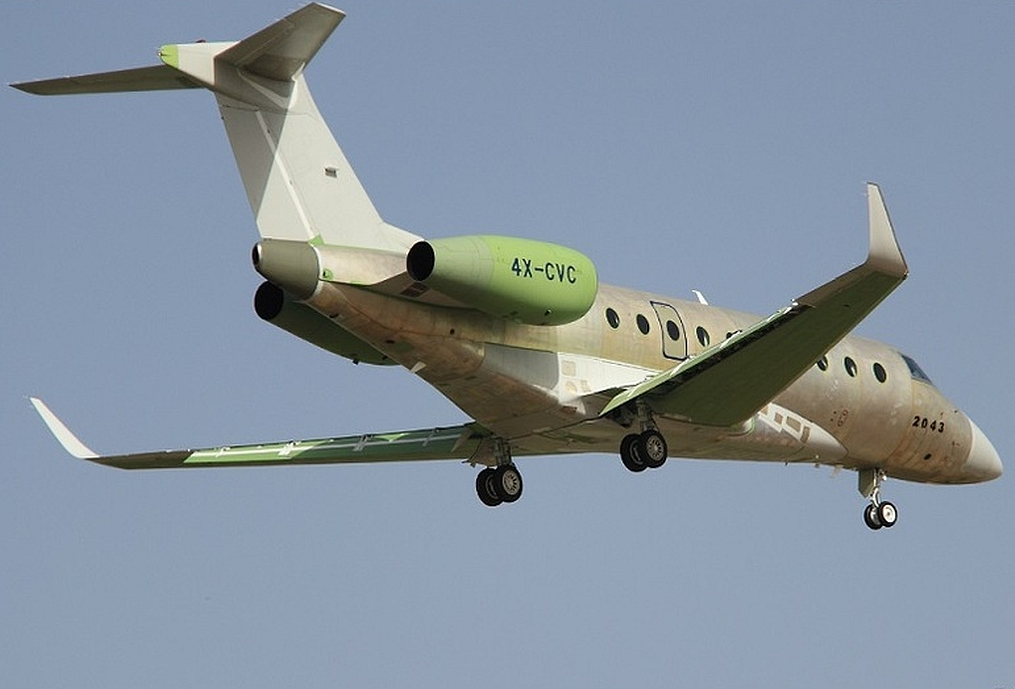
塗装前の飛行

2005年、ガルフストリーム社とIAI社はガルフストリーム G200の後継機を開発し始めた。新モデルはG250と名付けられ、2008年に市場投入された。計画された改善点には、新しいグラスコックピット、エンジン、より大きな翼、氷結防止のための翼前縁部の加熱がある。主翼や尾翼の空力デザインとインテリアデザインはガルフストリーム社が担当した。細部のデザインはIAI社がガルフストリーム社の要求に応える形で実施された。この機体は、ガルフストリームがデザインした機体として、新しい型式証明を受けた。

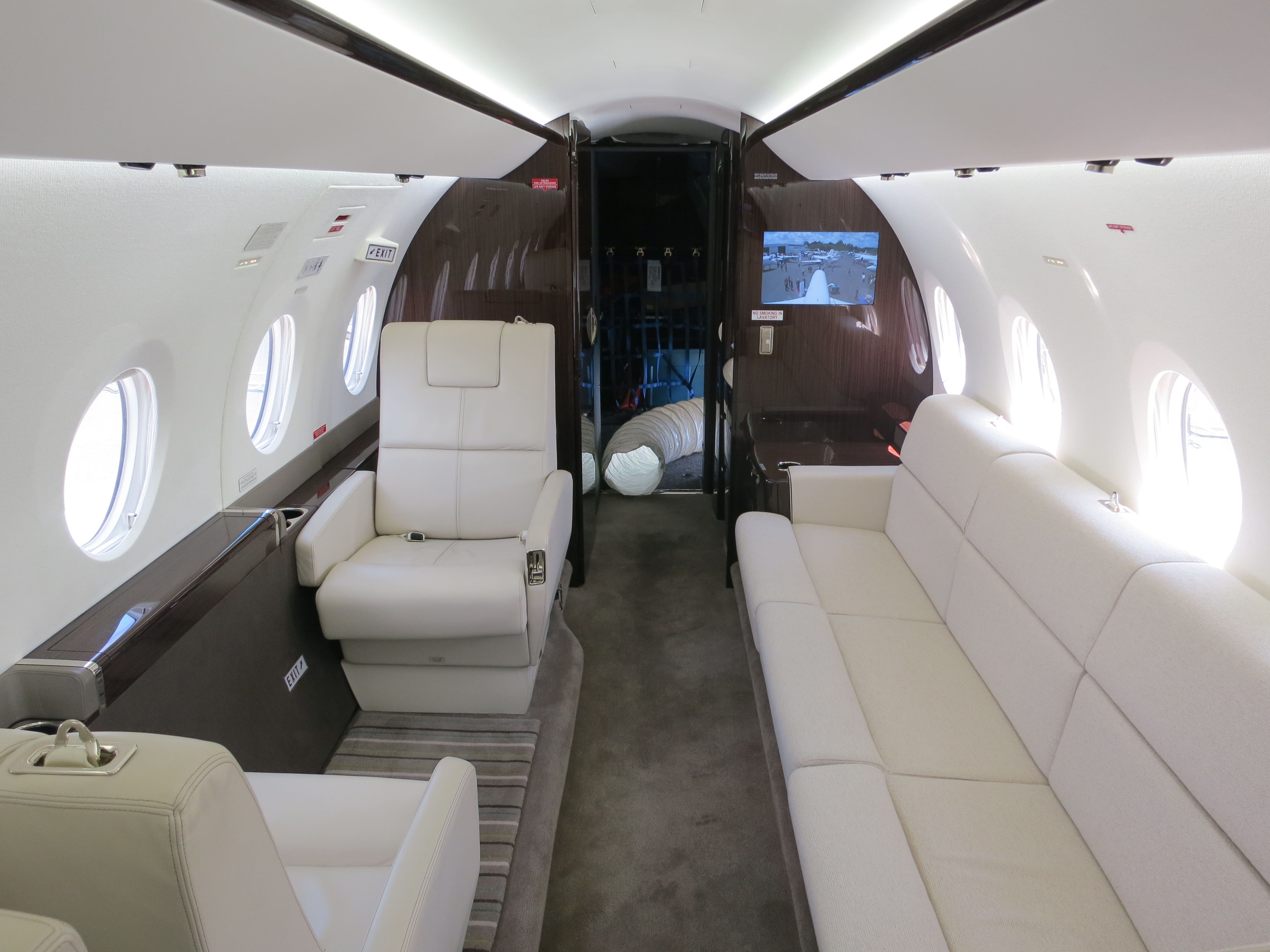
G280のキャビン

G250には複数の改善点がある。胴体の外寸は変えていないにもかかわらず、後部胴体の燃料タンクを除いたことで、利用可能なキャビン内部が43cm（17インチ）伸びた。他にも、新たなHTF7250Gエンジンや、より大きな水平・垂直スタビライザーを備えたT型の尾翼、エンジンの圧縮空気による翼の氷結防止機能、キャビンの窓が4つ増えたこと、キャビンから荷物室に直接アクセスできるようにしたことなどの点がある。G250は、ボンバルディア社のチャレンジャー 300や、セスナ社のサイテーション X+と競合する。胴体、尾翼、ランディング・ギアはIAI社が製造し、翼はスピリット・エアロシステムズ社（現トライアンフ・グループ）が製造し、機体はイスラエルで組み立てられる。それからテキサス州ダラスへ空輸され、インテリアの仕上げや塗装が行われる。
G250の翼は、G550の翼を元に改良した新デザインであり、翼の面積はガルフストリーム G200の34m2(369ft2)から46m2(495ft2)に拡大している。これにより、G250は高度13,000m（43,000ft）へまっすぐに上昇できる。新しい翼は、G200のマッハ0.75に対して、マッハ0.80で巡航できるようにデザインされている。
G250は2009年12月11日にイスラエルのテルアビブで処女飛行を行った。2011年7月、ガルフストリーム社は、G280は特定の文化圏ではG250よりも受け入れられやすい数字の並びであると判断し、G250をG280と改名した。中国語では、250という数字は「愚か」や「ばか」という意味に取られかねない。
G280は2011年12月にイスラエルから仮の型式証明を受けた。2012年7月、FAA（連邦航空局）はG280の電気系統に問題は無いと保証できないとの特別要件を公表した。最終的に2012年9月4日、イスラエルとアメリカから型式証明を受けた。
飛行試験計画の後、2011年に、G280は4人の乗客を乗せ、NBAA（全米ビジネス航空協会）が定める計器飛行方式での燃料残量を守ったうえで、マッハ0.8で6,667km（3,600海里）飛行できることを証明した。G280は、ロンドンからニューヨーク、シンガポールからドバイへノンストップ飛行できる。バランスのとれた離陸滑走距離は、G200の1,512m（4,960フィート）から1,448m（4,750フィート）へ短くなっている。

## スペック
（特に明記が無い項目は、ガルフストリーム社のデータによる）
- 乗員：2名
- 乗客数：エグゼクティブ用の座席配置で10名
- 積載量：1,840 kg (4,050 lb)
- 全長：20.3 m (66 ft 10 in)
- 全幅：19.2 m (63 ft) 全高：6.5 m (21 ft 4 in)
- 翼面積：46 m2 (495 ft2)
- 空虚重量：10,954 kg (24,150 lb)
- 最大離陸重量：17,960 kg (39,600 lb)
- エンジン：ハネウェル製 HTF7250G ターボファン 2基（各33.9 kN (7,624 lb))
- 超過禁止速度：マッハ0.85
- 最大速度：マッハ0.84
- 巡航速度：通常飛行時 マッハ 0.80 (850 km/h)
- 航続距離：6,667 km (3,600海里)（マッハ0.80、乗客4名）
- 実用上昇限度：13,716 m (45,000 ft)
- 燃費：飛行1時間あたり862kg (1,900 lb)[16]

## 参照
1. ↑  Bill Carey. (January 11, 2021), "20/Twenty: Gulfstream G280", Aviation Week. (2021年1月25日閲覧).
2. ↑  "Business Jets Specification and Performance Data" (PDF). Business & Commercial Aviation. Aviation Week. May 2015.
3. 1 2  "G FORCE G250 targets the largest cabin and longest". Flight International. October 5, 2008.; "Gulfstream launches G250 set to dominate super mid-size sector from 2011". Flight International. October 5, 2008.
4. 1 2  "NBAA 2008: Gulfstream know-how buoys G250 performance claims". Flight International. October 5, 2008.
5. ↑  "Gulfstream Scores Double Win with G280, G650 Certification". AIN Online, October 2012.
6. 1 2 3  "Flying the Gulfstream G280". Aviation Week & Space Technology. October 29, 2012.
7. ↑  Dulaney, Chelsey; Ostrower, Jon (2014-12-09). "Spirit AeroSystems to Transfer Tulsa Wing Business to Triumph Group". Wall Street Journal. ISSN 0099-9660. Retrieved 2016-12-20.
8. ↑  "Gulfstream G250 performs first flight successfully". Flight global. December 11, 2009.
9. ↑  "Gulfstream renames G250" (Press release). Gulfstream. July 18, 2011.
10. ↑  "Gulfstream rebrands its G250 the G280". Flight Global. 19 July 2011.
11. 1 2  Sarsfield, Kate (September 4, 2012). "Israel and USA grant full certification for Gulfstream G280". Flight International.
12. ↑  "FAA Warns of Gulfstream Electronic Security Gap". GPO.gov. June 28, 2012.
13. ↑  "Gulfstream G280 Poised for Certification" (Press release). Gulfstream. August 15, 2012.
14. ↑  "Gulfstream Demonstrates Improved Performance For G280" (Press release). Gulfstream Aerospace. October 9, 2011.
15. ↑  "G280 Specifications" (PDF). Gulfstream. 2015.
16. ↑  David Esler (Oct 27, 2016). "Honeywell’s Super-Midsize HTF7000 Engine". Business & Commercial Aviation. Aviation Week.